# 杨泗洪墓
杨泗洪墓，位于江苏省宿迁市宿城区，是中华人民共和国江苏省文物保护单位之一。
1995年4月19日，授予江苏省文物保护单位，是一座清朝墓葬。杨泗洪是晚清时在台湾殉国的宿迁籍将领。